# Publi Corneli Lèntul (cònsol 162 aC)
Publi Corneli Lèntul (llatí: Publius Cornelius L. f. L. n. Lentulus) va ser un polític i magistrat romà del segle ii aC. Era fill de Luci Corneli Lèntul, cònsol l'any 199 aC, i formava part de la família dels Lèntuls, una branca patrícia de la gens Cornèlia.
L'any 171 aC va ser enviat com ambaixador a Grècia abans de la guerra contra el rei Perseu de Macedònia, juntament amb Aulus Atili Serrà, Quint Marci Filip i el seu familiar Servi Corneli Lèntul, de parentiu desconegut. L'any següent va servir com a tribú militar sota el cònsol Licini.
Va exercir com edil curul el 169 aC juntament amb Escipió Nasica Còrculum, i va celebrar uns jocs dedicats a Circe en què es van exhibir elefants i óssos.
L'any 168 aC va anar amb dos legats més a negociar amb Perseu de Macedònia, sense resultat. L'any 162 aC va ser cònsol sufecte junt amb Domici Ahenobarb, perquè l'elecció dels cònsols d'aquell any va ser declarada nul·la.
L'any 125 aC va rebre el títol de princeps Senatus o primer senador. Va viure fins avançada edat, atès que encara apareix en les lluites contra Gai Semproni Grac l'any 121 aC.